# Kapai
Kapai è una municipalità di quarta classe delle Filippine, situata nella Provincia di Lanao del Sur, nella Regione Autonoma nel Mindanao Musulmano.
Kapai è formata da 20 baranggay:
- Babayog
- Cormatan
- Dilabayan
- Dilimbayan
- Dimagaling (Dimagalin Proper)
- Dimunda
- Doronan
- Gadongan
- Kasayanan
- Kasayanan West
- Kibolos
- Kining
- Lidasan
- Macadar
- Malna Proper
- Pagalongan
- Pantaon
- Parao
- Pindolonan
- Poblacion (Kapai Proper)